# StarCraft II: Legacy of the Void
StarCraft II: Legacy of the Void (укр. Зоряне ремесло II: Спадок Порожнечі) — доповнення до відеогри StarCraft II: Wings of Liberty, остання частина трилогії StarCraft II від Blizzard Entertainment.
Сюжетна кампанія сконцентрована на протоссах, зокрема Артанісі. Бета-версія стала доступна для обмеженого числа гравців 1 квітня 2015 року. Попередньо була доступна міні-кампанія Whispers of Oblivion, яка виступає прологом до основної гри. Сама гра вийшла 10 листопада 2015 року.
За першу добу гру було продано накладом 1 млн примірників.

## Ігровий процес

Приклад ігрового процесу в кампанії: база протоссів та інтерфейс з панеллю можливостей підтримки вгорі

### Нововведення
Кожна раса отримала нових юнітів, по два на расу. Протосси — Адепта (англ. Adept) і Дестабілізатора (англ. Disruptor). Террани — Визволителя (англ. Liberator) і Циклона (англ. Cyclone). Зерги — Луркера (англ. Lurker) і Спустошувача (англ. Raveger). Багато старих юнітів отримали нові можливості та вдосконалення. Стосовно графіки, було перероблено текстури карт і додано нові.
Для мережевої гри додалися 10 карт, а впродовж наступних сезонів обіцяно додаткові. Максимальний рівень гравця в багатокористувацькій грі підвищився до 150-го (зі 135-го), а інтерфейс і система навчання зазнали переробки. Було додано нові режими:
- Автоматичні турніри — раз на день, кожні 2 години, проводяться відкриті турніри для гравців будь-якого рівня, за які даються віртуальні трофеї та нагороди. В будні дні вони складаються з 3-х раундів, у вихідні — з 6-и.
- Режим Архонта — у цьому режимі гравець разом з союзником керує загальною базою і воює з двома противниками в мережевому режимі. При цьому гравці повинні домовитися між собою хто займеться яким аспектом гри.
- Союзне командування (кооператив) — двоє гравців спільно виконують поставлені завдання. Обоє виступають у ролі видатних постатей всесвіту StarCraft (по кілька на кожну расу), що мають власний набір військ і вдосконалень. В цьому режимі доступні війська, відсутні в інших режимах. Зі зростанням рівня командира відкривається більше бойових одиниць, здібностей та вдосконалень в армії кожного з героїв[8].

Гравці можуть створювати в редакторі карт власні сценарії як з класичним, так і суттєво відмінним від оригінальної гри ігровим процесом. Фактично дозволяється створювати власні міні-ігри на рушієві StarCraft II, як загальнодоступні, так і платні.
Час від часу відбуваються змагання, участь у яких можна взяти, купивши військові скрині. Вони відкривають доступ до низки боїв і додаткові матеріали. Виграючи бої, гравець заробляє досвід і більшу винагороду у вигляді особливих оформлень юнітів, емблем, емотиконів для спілкування й такого іншого.

### Кампанія
Штабом протоссів в цій грі є флагман «Спис Адуна». На ньому Артанісу допомагають старі та нові персонажі StarCraft: хранитель пам'яті Рохана, спеціаліст зі зброї Каракс, дочка Рашжагал Воразун, епізодично Сара Керріган і Джим Рейнор. Основна кампанія налічує 19 місій, пролог та епілог мають по 3 місії.
Зазвичай існує вибір з кількох місій, які вибираються на містку корабля. У Військовій раді на чолі з Роханою впроваджуються нові технологій та війська, що відкриваються за виконання завдань. Протягом сюжету стають доступними модифікації військ, по три для кожного виду, котрі володіють різними характеристиками і можливостями: «Списа Адуна» (стандартні), тамплієрів, Сайброса або тал'дарімів. На борту «Списа Адуна» є власні модифікації стандартних військ. Так, зилоти з нього озброєні алебардами замість наручних лез. У Сонячному ядрі в Каракса активовуються нові системи оборони і озброєння корабля, а також налаштовуються наявні. Активація відбувається за речовину солярит, яку гравець добуває при успішному виконанні додаткових завдань і яка служить каталізатором джерела енергії «Списа Адуна». Корабель може надавати підтримку з орбіти у боях, наприклад, здійснювати орбітальне бомбардування або локально сповільнювати час. З-поміж усіх можливостей гравець може максимум обрати чотири активних і дві пасивні.

## Сюжет

### Whispers of Oblivion (пролог)
Протосс Зератул останні 6 років провів у пошуках частин древнього пророцтва раси зел'наґа про її повернення та відродження великого зла, відомого як Амон. Проте до його слів мало хто дослухається, а власний народ збирається судити як відступника, винного в окупації планети Айюр зергами. Зератул вирушає за останньою частиною пророцтва, оскільки не знає що означають слова «в світі, де відродиться Амон, засяє і останнє світло».
Для цього Зератул відлітає до бази, якою раніше керував слуга Амона Наруд. Дорогою на зв'язок виходить претор Темних тамплієрів на ім'я Таліс та повідомляє про викрадення Домініоном Темних тамплієрів. Базу, де їх утримують, атакує рій зергів, очолюваний Сарою Керріган. Сара пояснює, що хоче знищити лабораторію, оскільки там створюються гібриди для армії Амона. Вона дозволяє визволити Тамплієрів, але за умови, що Зератул їй не заважатиме. Звільнені при допомозі військ Таліс бранці розказують, що їх раніше тримали у храмі, координати якого Зератул визначає поки Керріган знищує лабораторію.
Зератул прибуває до храму, який охороняє секта тал'дарімів з її очільником Малашем. До того ж планета покрита розломами і скоро зруйнується. Протосси збирають армію, борються з тал'дарімами, паралельно уникаючи руйнувань кори планети. Врешті вони пробивають браму храму. Зератул входить всередину, а Таліс лишається охороняти зовні.
Подорожуючи храмом, Зератул зустрічає охорону та застає момент прибуття Амона з виміру Порожнечі крізь гробницю. Протосси вирішують хоча б затримати Амона і його слуг. Несподівано Зератул бачить над гробницею Амона видіння давно загиблого Тассадара, котрий говорить знайти «ключовий камінь». Зератул розуміє, що слід робити. Тим часом Амон руйнує храм, обіцяючи «позбавити всесвіт від страждань», Таліс гине, даючи Зератулу покинути планету.
Зератул відлітає, щоб попередити весь свій народ, розуміючи, що постане перед судом. Але все ж він сподівається, що до нього дослухається Артаніс та очолить боротьбу з Амоном, як бачив у видінні.

### Legacy of the Void
Гра починається з короткого переказу попередній подій. Молодий Вершитель Артаніс об'єднав касти протоссів, і тепер, зібравши Золоту армаду, має намір відбити свою прабатьківщину Айюр у зергів. Артаніс і Селендіс готуються висадити десант, та раптом поряд з'являється Зератул зі звісткою про пробудження Амона. Зератул вимагає припинити атаку на Айюр аби протистояти Амону, котрий є більшою загрозою, ніж зерги. Проте Артаніс нагадує скільки зусиль було докладено для настання цього моменту і починає десантування.
Протосси борються з силами зергів і відновлюють свої комунікації, при цьому помічаючи вплив невідомої сили на зергів. По завершенні першого завдання Артаніс все ж звертається до Зератула за поясненнями що він мав на увазі. Той розповідає про своє видіння, де побачив артефакт зел'наґа, добутий раніше терранами. Артаніс посилає Зератула до Джима Рейнора за артефактом, тоді як сам береться відновити корабель «Спис Адуна». Зератул допомагає другу Караксу боротися проти зергів, а Артаніс дістається до «Списа Адуна», але відчуває, що Кхала (телепатичний зв'язок протоссів) наповнена люттю. Амон поневолює частину протоссів, обертаючи їх проти побратимів. Зератул спішить на допомогу Артанісу, та розумом Вершителя заволодіває Амон, обіцяючи підкорити своїй волі всіх протоссів. Тоді Зератул відрізає противнику відростки, що забезпечують телепатію, і так звільняє розум Артаніса, однак після отриманих ушкоджень його тіло розпадається.
Артаніс покидає плани повернути Айюр, тепер надіючись бодай врятуватися. Він розшукує Темних тамплієрів (які свідомо відрізали свої відростки) і разом з Караксом вирушає до місця сховку «Списа Адуна» аби підняти корабель в повітря і на ньому покинути планету. Його вдається підживити енергією та запустити в космос, тікаючи від атак зергів. На кораблі виявляються технології Золотого віку цивілізації протоссів та просунуті навігаційні системи, які дозволяють проводити місії по всьому сектору Копрулу. На борту зберігаються в анабіозі численні воїни, яким відрізають телепатичні відростки. Таким чином Артаніс отримує непідвладну Амону армію.
Протосси вирушають до Корхалу, де застають Джима Рейнора за боротьбою з флотом Корпусу Мебіуса, яким керують гібриди протоссів та зергів. При цьому на столицю падає орбітальна платформа, війська Артаніса стабілізують її та використовують озброєння платформи, щоб змусити Фонд Мебіуса відступити. На «Списі Адуна» виявляється Рохана, протосс-жінка, яка настільки контролює Кхалу, що непідвладна впливу Амона. Також вдається знайти джерело енергії корабля — мініатюрну штучну зірку. Рейнор іде забрати «Ключовий камінь», але Корпус Мебіуса користується його силою аби зупинити Рейнора та прикликає гібридів. Артаніс шле свою підмогу, з якою террани захоплюють артефакт, але ціною численних жертв. Рейнор та капітан Хорнер ховають загиблих.
Артаніс повертається на «Спис Адуна», де бачить, що Рохана поневолена Амоном. Він занурює її в стазис, попри звільнення від Амона, оскільки Рохана не бажає поривати зв'язок з Кхалою. На планеті Гласіус він виявляє давній банк даних протоссів, та туди ж прибуває секта тал'дарімів. Банк вдається доставити на корабель, а разом з ним і героя Фенікса, який виявляється клоном для створення нового виду військ. Артаніс приймає його як справжнього до своєї команди. Далі він вирушає до планети Шакурас, де матріарх Воразун повідомляє про захоплення планети гібридами. Протосси евакуюються з Шакураса, Артаніс перевантажує кристали зел'наґа, розташовані там, і цим підриває планету. При цьому в його тілі пробуджується сила Зератула.
Каракс визначає за допомогою «Ключового каменя» батьківщину зел'наґа, розташовану в Алдаріанському розриві, куди «Спис Адуна» і направляється. Там герої знаходять Улнар, місце, де зел'наґа створювали життя, але там вже знаходяться тал'даріми з терранами. Артаніс входить в храм і стикається з Сарою Керріган. Вони дізнаються про зел'наґа: ті були першими істотами, зародженеми у вимірі Порожнечі, що ширили життя всесвітом, після чого зійшли до Порожнечі, чекаючи на прихід в Улнар істот з чистою формою (зерги) і чистою сутністю (протосси), щоб ті стали новими зел'наґа і продовжили космічний цикл життя. Артаніс та Керріган заходять в місце сплячки зел'наґа, але всі вони виявляються вбитими Амоном — зел'наґа, що зажадав перервати цикли і перетворити всесвіт як сам вважає за правильне.
Тим часом на бік Воразун переходить тал'дарім Аларак і приводить її до Артаніса. Об'єднані сили зупиняють відкриття Амоном порталу в Порожнечу. Протосси відшукують Сайброс, місце, де сховані роботи, створені на основі Фенікса, після чого ставлять їх собі на службу. Несподівано нападає Корпус Мебіуса і протосси контратакують. Аларак викликає Малаша на двобій, за що Артаніс сварить його, оскільки їхня війна спрямована проти Амона, а не чиїхось особистих ворогів. Малаш сходиться з Алараком в поєдинку, але програє і Аларак стає новим лідером тал'дарімів, оголошуючи, що служба Амону не дасть їм вознесіння, як говорив Малаш. Рохана вивідує, що Кхала служить вмістилищем Амона, поки він не має тіла, після чого позбувається зв'язку з Кхалою.
По поверненню на Айюр, протосси руйнують установки, які забезпечують висадку військ поневоленої Амоном Золотої армади, і цим затримують її прибуття. Каракс виявляє, що «Ключовим каменем» можливо тимчасово позбавити Амона влади над протоссами. Артаніс придумує активувати артефакт та скористатися його дією, щоб воїни Золотої армади відрізали свої телепатичні відростки. В цей час Амон завершує створення свого тіла, яке виявляється невразливим до звичайної зброї. Артаніс збирає всі сили протоссів і силою Темних тамплієрів (які користуються енергією Порожнечі) атакує тіло Амона. Попри масовані напади зергів і Золотої армади, протосси захищають і активовують «Ключовий камінь», що звільняє всіх протоссів з-під впливу лиходія. Але безтілесний Амон швидко заволодіває артефактом, Артаніс наказує всім відрізати телепатичні відростки. Не маючи тепер ні тіла, ні іншого вмістилища для себе в цьому світі, Амон тікає в Порожнечу.
Протосси славлять Артаніса, а він проголошує створення нового суспільства, де кожен протосс є індивідуальністю. Він скасовує поділ на касти, оскільки побачив, що протосси з будь-якої касти здатні однаково героїчно служити спільній справі.

### Into the Void (епілог)
З Улнара надходить повідомлення від Керріган, котра попереджає про обов'язкове повернення Амона і розробляє план увійти в Порожнечу та знищити його раз і назавжди. Туди злітаються флоти протоссів, терранів і зергів. Кораблі входять до іншого виміру, де стикаються з військом Амона. Артаніс бачить дух Тассадра, який набуває форми зел'наґа. Він називається Убосом і пояснює, що саме він насилав видіння на Зератула і є ворогом Амона. Убос говорить, що цикли розвитку життя, впроваджені зел'наґа, не повинні перериватися. Він доручає Сарі прийняти його силу та побороти Амона і замінити зел'наґа. Попри відмовляння Джима, Сара погоджується. Союзники супроводжують її до Амона, де Сара набуває вигляду ангелоподібної істоти. Вона прощається з Джимом і на чолі армії зергів, протоссів і терранів виступає проти Амона, якого врешті знищує.
Через два роки террани святкують чергову річницю повалення Арктура Менгска і встановлення влади Валеріана. Джим, сидячи в барі, чує голос Сари і бачить її в світлі. Вона запрошує піти з ним, Джим лишає на столі свій жетон і йде за нею.
Під керівництвом Валеріана Домініон терранів увійшов до ери процвітання. Зергів очолила матір Зграї Загара. Аларак повів тал'дарімів на пошуки місця, де вони могли б жити, як вдома, та уклав союз з рештою протоссів. Згодом вчені помітили дивне процвітання різноманітного життя навколо сектора Копрулу, яке не змогли пояснити.

## Nova Covert Ops
Nova Covert Ops — це серія додаткових завдань для Legacy of the Void, головним героєм яких є спецпризначенка Но́ва і події яких розгортаються за кілька років після основної кампанії. Вихід перших завдань відбувся 30 березня 2016 року.
Вся кампанія із додаткових завдань налічує 9 місій, поділених на 3 частини. Для гри не вимагається повної версії Legacy of the Void, достатньо стартової. За попереднє замовлення Nova Covert Ops гравці отримували бонуси в Legacy of the Void, такі як нові портрети і моделі військ. Гравець може обирати спорядження Нови та вдосконалення військ під її командуванням.
За сюжетом, владі нового правителя терранів, Валеріана Менгска, загрожує невідома сила. Кілька спецпризначенців «Привидів» зникли в пошуках джерела загрози, але сліди ведуть до угрупування «Захисників людства». «Привид» Нова вирушає викрити їхню змову проти держави Домініону терранів.

### Перша частина
Нова опиняється на невідомій базі, де проходить калібрування свого обладнання. В ході цього вона бачить на своєму візорі попередження від невідомого про смертельну загрозу. Вона ламає систему калібрування і тікає з бази, бачачи, що інших «Привидів» винищують неопізнані бійці. На зв'язок виходить її колега Стоун, який скеровує Нову і допомагає їй вивести вцілілих спецпризначенців.
Вони опиняються в місті, переслідувані ворожими літаками. Врешті Нові вдається дістатися до шаттла і вийти в космос. Там «Привид» шле сигнал лиха і її підбирає корабель, що привозить жінку на базу Борея. Там її зустрічає адмірал Хорнер і розпитує що сталося. Коли він згадує «Захисників людства», базу несподівано атакують зерги. Нова допомагає оборонятися, поки не прибувають кораблі «Захисників людства» і зупиняють зергів. Вони оголошують взяття Бореї під свій захист і вимагають видати всіх «Привидів». Це виставляє імператора Валеріана неспроможним захистити цивільних і ставить під сумнів його право займати трон. Валеріан викликає Нову й дає їй завдання очолити спецпризначенців у боротьбі з «Захисниками людства». Для цього він видає їй новітній корабель «Грифон» і спеціаліста з техніки Рейґела. Той допомагає Нові пригадати стерті кимось з її пам'яті події, але відкривається тільки дитинство Нови на Тарсонісі — старій столиці Домініону, тепер захопленій зергами.
Нова вирушає на Тарсоніс, де знищує навколишніх зергів і знаходить базу «Захисників людства». Проникнувши всередину, вона виявляє псі-еміттери, якими приманюють зергів. «Захисники людства» покидають базу, крім техніка, який намагається активувати псі-еміттери на інших планетах Домініону. Нова зупиняє його в останню мить і доповідає про все Рейґелу.

### Друга частина
Невідома пілот скидає на одну з планет Домініону приманки, на які злітаються зерги. Нова прибуває туди, але оборона планети вже знищена, а «Захисники людства» оголошують про свій протекторат. Нова висаджується з військами на тропічному узбережжі, де винищує зергів. Несподівано на орбіті виникає флот тал'дарімів, починає обстріл з орбіти і десантує війська. Прибульці заявляють, що знищать «Захисників людства», не зважаючи на неминучі вбивства і цивільних людей. Захищаючи невинних, Нова спрямовує атаки і на зергів, і на тал'дарімів, змушуючи останніх відступити.
Нова повертається на «Грифон», де застає Аларака, що прибув об'єднати сили проти «Захисників людства». Він прагне помститися за напад на його аванпост, але Нова не бажає співпрацювати. Аларак заохочує її пропозицією відновити її спогади за допомогою газу терразину. В пошуках газу Нова прибуває на колишню планету Домініону, з якою чомусь зник зв'язок. На заваді стає тал'дарім Джі'нара і місцеві зерги, але добути газ все ж вдається
Тим часом зростають протести проти влади Валеріана і той вирушає не допустити жертв. Нова приймає терразин і пригадує як була на базі, де нею опікувався дехто Ренґлер, а сама вона прибула служити «Захисникам людства». Нова відлітає до планети Антіґа Прайм, місця її останнього завдання, вказаного Ренґлером, і планети, що однією з перших пала під натиском зергів кілька років тому. Нова відвідує місця своїх колишніх операцій і відшукує записи про них. Прийнявши ще терразину, їй вдається пригадати як потрапила в полон до Ренґлера і генерала Дейвіс, котрі й стерли пам'ять, зробивши Нову своїм агентом. Валеріан вражений звісткою про це, адже Дейвіс вірна його сім'ї. Та невдовзі генерал шле повідомлення імператору — вона замінить його на троні.

### Третя частина
Валеріан готується виступити з публічною промовою, а Дейвіс влаштовує на нього замах. Нова вирушає завадити цьому до резиденції Дейвіс. Усунувши ворогів охорону, Нова зустрічає Стоуна, пам'ять якого змінено і він вважає Нову зрадницею. В протистоянні «Привидів» Нова здобуває перемогу, після чого Райґел забирає Стоуна на обстеження. Генерала Дейвіс беруть під варту.
Імператор Валеріан виголошує промову, в якій викриває «Захисників людства» в тому, що вони користувалися псі-еміттерами з метою приманити зергів і протоссів. Він переконує терранів, що «Захисники людства» прагнуть тільки влади, заради чого готові на будь-яку підлість. Дейвіс демонструють загалу, та несподівано нападають кораблі тал'дарімів. Аларак оголошує, що прибув помститися «Захисникам людства» і не зважатиме якою ціною. Нова організовує атаку на позиції тал'дарімів і змушує їх відступити. Але Дейвіс, користуючись цим, тікає.
Імператор доручає Нові схопити Дейвіс живою. Зрадницю вислідковують на верфі Домініону, де містяться прототипи нових бойових машин, зокрема мех «Зантос». Дейвіс в «Зантосі» зі своїми військами виступає проти Нови, кидаючи всіх союзників у бій. Сили Домініону пробиваються до Дейвіс, користуються вразливістю машини до атак зблизька та виводять її з ладу. Нова кидається на пошуки очільниці «Захисників людства» по верфі, яка палає і руйнується, і застрелює її, попри наказ захопити. Райґел констатує: їм обом доведеться завжди виконувати сумнівні накази влади, замість бути вільними робити те, чого вони дійсно хочуть. Нова розуміє, що знайшла однодумця і пропонує вихід.
Згодом у новинах повідомляють, що народ підтримує знищення Дейвіс і визнає імператора гідним трону. Той обговорює з Хорнером що робити з Новою, яка разом з Райґелем втекла на виданому їм кораблі. Валеріан вирішує, що вона заслужила поки що вирушити туди, куди бажає.

## Розробка
Вперше про розробку Legacy of the Void було повідомлено на заході Blizzard Worldwide Invitational в червні 2008 року. Виконавчий віце-президент Роб Пардо розповів, що StarCraft II запланована як трилогія: Wings of Liberty, Heart of the Swarm і Legacy of the Void. Робота над третьою частиною розпочалася в березні 2013 року, незадовго до виходу Heart of the Swarm. В лютому 2013 стало відомо хто буде сценаристом — ним став Джеймс Вог.
В серпні 2013 року завершилося написання сценарію, створення більшості відео та почалося озвучування діалогів. В листопаді провідний дизайнер Дастін Броудер пообіцяв приділити більше часу розробці окремих місій, щоб зробити їх більш «протосськими».
На листопад 2014 року Blizzard опублікували деяку нову інформацію про гру, зокрема, що вона не вимагатиме наявності оригіналу StarCraft II. Також було анонсовано нові багатокористувацькі режими і юнітів.
Про приблизну дату виходу бета-версії стало відомо 18 березня 2015 року. Повідомлялося, що вона має вийти протягом двох тижнів і бета-тестування триватиме довше, ніж для попередніх частин. В ній буде збільшено кількість доступних ресурсів і початкову кількість робітників, щоб спонукати гравців до агресивніших дій. Внутрішньоігровий час тепер відповідатиме реальному. Бета-тестування розпочалося 1 квітня для вибраних зареєстрованих на Battle.net гравців. Також можна подати заявку на участь в тесті. Того ж дня як першоквітневий жарт було розміщено новину про те, що як бонус за попереднє замовлення Legacy of the Void гравці отримають повнорозмірний корабель «Спис Адуна», щоправда, доведеться почекати до 2315 року.
На виставці E3 2015 стало відомо про розробку безкоштовного прологу до Legacy of the Void під назвою StarCraft II: Whispers of Oblivion. Для гри в пролог вимагатиметься лише реєстрація на Battle.net. Він складатиметься з трьох місій, що пов'язують події Heart of the Swarm з Legacy of the Void. Також пролог міститиме пояснення світу StarCraft для тих, хто не знайомий з попередніми частинами.
Попередні замовлення Legacy of the Void стартували 15 липня 2015 року. Всі покупці отримують доступ до бета-тестування і прологу Whispers of Oblivion. Остаточна дата виходу стала відома 13 вересня 2015, нею було оголошено 10 листопада. Того ж дня продемонструвалося вступне відео Legacy of the Void.
Виходу гри передувало анімаційне відео 25 вересня 2015 «StarCraft II: Legacy of the Void — Reclamation», в якому Артаніс роздумує чи варто йому починати боротьбу за Айюр, якщо це призведе до неминучих і великих жертв.
На початку листопада було обіцяно бонуси в інших іграх Blizzard для тих, хто купить колекційне видання StarCraft II: Legacy of the Void або Deluxe. Було аносовано і повернення до гри персонажа Нови, для якої навесні 2016 року з'являться спеціальні завдання. Бета-тестування скінчилося 2 листопада. На BlizzCon 2015 відбулася прем'єра трейлера до гри, а також стало відомо про час старту її серверів у різних частинах світу. В Україні вона стала доступною вночі, о 01:01, 10 листопада.

## Оцінки й відгуки
| Агрегатор  | Оцінка |
| ---------- | ------ |
| Metacritic | 88/100 |

| Видання        | Оцінка  |
| -------------- | ------- |
| Game Informer  | 8.75/10 |
| GameSpot       | 8/10    |
| IGN            | 8.9/10  |
| PC Gamer (США) | 91 %    |

Гра зібрала середні оцінки 88 балів зі 100 на агрегаторі Metacritic та 84,5 % на Gamerankings.
Одним з перших став відгук сайту Softpedia, який оцінив Legacy of the Void у 8,5/10. Схвалення отримали різноманітність кампанії, нові багатокористувацькі режими і презентація гри. Зі слабких сторін Softpedia було названо нечіткий фінал і складність опанування багатокористувацького режиму.
IGN гру було оцінено в 9/10, похваливши нові режими та тактики, загальне вдосконалення всього, що було у StarCraft II.
Eurogamer оцінили Legacy of the Void в 8,9/10, написавши, що одиночна кампанія є цікавою та сповненою чудових кінематографічних вставок. Проте нові режими отримали критику як надто сміливі і новаторські, тому невідомо чи схвалять їх гравці. Загалом гру було рекомендовано для шанувальників серії та тих, хто тільки бажає з нею ознайомитися.